# نزلة فرج محمود
قرية نزلة فرج محمود هي إحدى القرى التابعة لمركز ديروط في محافظة أسيوط في جمهورية مصر العربية. حسب إحصاءات سنة 2006، بلغ إجمالي السكان في نزلة فرج محمود 3357 نسمة، منهم 1588 رجل و1769 امرأة.